# Томашевський Сергій Петрович
Сергі́й Петро́вич Томаше́вський (18 жовтня 1854, Кролевець, Чернігівська губернія, Російська імперія — 21 березня 1919) — український дермато-венеролог.

## Життєпис
Закінчив Санкт-Петербурзьку медично-хірургічну академію (1876), з 1883 року працював у Києві як ординатор. У 1898—1916 роках — професор Київського Університету. Томашевський — один з організаторів жіночого медичного відділу при Вищих Жіночих Курсах у Києві (1907), який 1913 року перетворено на Жіночий Медичний Інститут, що його він очолив. Томашевський засновник Київського дерматологічного та сифілідологічного товариства (1900) і його голова до 1916.
Праці Томашевського присвячені головним чином питанням етіології, патогенези та лікуванню сифілісу.